# Моцзян-Ханіський автономний повіт
23°25′50″ пн. ш. 101°41′12″ сх. д. / 23.43059° пн. ш. 101.68655° сх. д.
Моцзян-Ханіський автономний повіт (кит. 墨江哈尼族自治县, пін. Mòjiāng Hānízú Zìzhìxiàn) — один із повітів КНР у складі префектури Пуер, провінція Юньнань. Адміністративний центр — містечко Ляньчжу.

## Географія
Моцзян-Ханіський автономний повіт лежить на висоті близько 1320 метрів над рівнем моря на заході Юньнань-Гуйчжоуського плато.

### Клімат
Повіт знаходиться у зоні, котра характеризується океанічним кліматом субтропічних нагір'їв. Найтепліший місяць — червень із середньою температурою 22,7 °C. Найхолодніший місяць — грудень, із середньою температурою 12,4 °С.
| Клімат повіту Моцзян-Хані | Клімат повіту Моцзян-Хані | Клімат повіту Моцзян-Хані | Клімат повіту Моцзян-Хані | Клімат повіту Моцзян-Хані | Клімат повіту Моцзян-Хані | Клімат повіту Моцзян-Хані | Клімат повіту Моцзян-Хані | Клімат повіту Моцзян-Хані | Клімат повіту Моцзян-Хані | Клімат повіту Моцзян-Хані | Клімат повіту Моцзян-Хані | Клімат повіту Моцзян-Хані | Клімат повіту Моцзян-Хані |
| Показник                  | Січ.                      | Лют.                      | Бер.                      | Квіт.                     | Трав.                     | Черв.                     | Лип.                      | Серп.                     | Вер.                      | Жовт.                     | Лист.                     | Груд.                     | Рік                       |
| Середній максимум, °C     | 20,3                      | 22,6                      | 25,5                      | 27,6                      | 27,8                      | 27,6                      | 27,1                      | 27,5                      | 26,6                      | 24,6                      | 21,8                      | 19,4                      | 24,9                      |
| Середня температура, °C   | 12,5                      | 14,3                      | 17,4                      | 20                        | 21,7                      | 22,7                      | 22,4                      | 22,2                      | 21,1                      | 19,1                      | 15,4                      | 12,4                      | 18,4                      |
| Середній мінімум, °C      | 7                         | 7,9                       | 10,7                      | 13,7                      | 16,9                      | 19,5                      | 19,6                      | 19,2                      | 18                        | 15,9                      | 11,5                      | 7,9                       | 14                        |
| Норма опадів, мм          | 16.6                      | 26.2                      | 27.8                      | 66.6                      | 134.5                     | 185.6                     | 272.3                     | 227.7                     | 155.1                     | 105.1                     | 67.2                      | 21.2                      | 1305.9                    |
| Вологість повітря, %      | 76                        | 69                        | 63                        | 66                        | 75                        | 81                        | 84                        | 84                        | 83                        | 83                        | 82                        | 80                        | 77.1                      |
| ------------------------- | ------------------------- | ------------------------- | ------------------------- | ------------------------- | ------------------------- | ------------------------- | ------------------------- | ------------------------- | ------------------------- | ------------------------- | ------------------------- | ------------------------- | ------------------------- |
| Джерело: data.cma.cn      |                           |                           |                           |                           |                           |                           |                           |                           |                           |                           |                           |                           |                           |